# 安德烈斯·貝約天主教大學
安德烈斯·貝約天主教大學（西班牙語：Universidad Católica Andrés Bello）是委內瑞拉的一所私立大學。為委內瑞拉占地面积最大的大學之一，在卡拉卡斯、洛斯特克斯、蓋亞那和科羅等多個城市設有校區，最大的校區位在卡拉卡斯。
該校由耶穌會在1953年成立，以委內瑞拉作家安德烈斯·貝約命名。2017年被譽為委內瑞拉前四名的私立大學。

## 課程
安德烈斯·貝約天主教大學中設有經濟與社會科學、人文與教育、工程、神學和法學院，各學院皆有提供碩士學位課程。該校的出版物大多以人權或文化議題為主。2013年，該校的新圖書館正式開放。除了一般課堂上的授課方式，該校也提供線上遠距離教學課程。
2016年，該校法學院學生在海牙主辦了首屆西班牙語國際刑事模擬法庭。自1996年起，該校開始參加模擬聯合國，曾在哈佛大學獲得最佳代表團獎。

## 知名校友
- 何塞·安東尼奧·艾伯魯
- 米洛斯·阿爾卡萊（英语：Milos Alcalay）
- 艾格·拉米瑞茲
- 瑪麗亞·科里納·馬查多
- 恩里克·卡普利萊斯·拉東斯基

## 外部連結
- 安德烈斯·貝約天主教大學Youtube頻道 （页面存档备份，存于）